# Fiugajny
Fiugajny (deutsch Figehnen) ist ein Ort in der polnischen Woiwodschaft Ermland-Masuren. Er gehört zur Stadt Ostróda (deutsch Osterode in Ostpreußen) im Powiat Ostródzki (Kreis Osterode in Ostpreußen).

## Geographische Lage
Fiugajny liegt im Westen der Woiwodschaft Ermland-Masuren im Nordwesten der Kreisstadt Ostróda (Osterode i. Ostpr.), vier Kilometer vom Stadtzentrum entfernt.

## Geschichte
Der kleine Ort Figehnen – vor 1785 Figainen, vor 1820 Fingainen – war bis 1945 Sitz einer Försterei. Das Forsthaus war zuletzt dem Staatsforst Prinzwald (polnisch Barcinek) zugehörig, der Ort war ein Wohnplatz in der Stadtgemeinde Osterode im Kreis Osterode in Ostpreußen.
1874 kam Figehnen (Forst) zum Amtsbezirk Taberbrück (polnisch Tabórz), wurde dann aber am 3. November 1908 innerhalb des Forstreviers Prinzwald in den neu errichteten Amtsbezirk Prinzwald (Barcinek) umgegliedert.
Als 1945 in Kriegsfolge das gesamte südliche Ostpreußen an Polen abgetreten werden musste, erhielt Figehnen die polnische Namensform „Fiugajny“. Heute ist Fiugajny in die Stadt Ostróda im Powiat Ostródzki (Kreis Osterode in Ostpreußen) integriert, bis 1998 der Woiwodschaft Olsztyn, seither der Woiwodschaft Ermland-Masuren zugehörig.

## Kirche
Figehnen war vor 1945 sowohl evangelischer- als auch katholischerseits in die Stadt Osterode eingepfarrt.
Auch heute gehört Fiugajny kirchlicherseits zu Ostróda.

## Verkehr
Fiugajny liegt am Nordwestausgang der Stadt Ostróda unweit der Abzweigs Ostróda-Północ („Osterode-Nord“) der Schnellstraße 7 an einer Nebenstraße, die weiter bis nach Piławki (Pillauken) führt.
Die nächste Bahnstation ist der Bahnhof in Ostróda. Er liegt an der Bahnstrecke Toruń–Tschernjachowsk der Polnischen Staatsbahn (PKP).